# Torneo Clausura 2009 (Paraguay)
El Torneo Clausura 2009 (Copa Tigo, por motivos comerciales), denominado "Campeones de América - 1953", fue el centésimo primer campeonato oficial de Primera División organizado por la Asociación Paraguaya de Fútbol (APF). Se inició el sábado, 25 de julio, y finalizó el domingo, 13 de diciembre.
Se consagró campeón, por haber sumado la mayor cantidad de puntos al cabo de las 22 fechas, el club Nacional, por séptima vez en su historia.

## Sistema de competición
El modo de disputa fue el de todos contra todos a partidos de ida y vuelta, es decir a dos rondas compuestas por once jornadas cada una con localía recíproca. Se convierte en campeón el equipo que acumula la mayor cantidad de puntos al término de las 22 jornadas. En caso de haberse producido igualdad entre dos contendientes, habrían definido el título en un partido extra. Si hubieran sido más de dos, se resolvía según los siguientes parámetros:
1) saldo de goles;
2) mayor cantidad de goles marcados;
3) mayor cantidad de goles marcados en condición de visitante;
4) sorteo.

## Producto de la clasificación

### Directo
- El torneo coronó al campeón número 101 en la historia de la Primera División de Paraguay.

- Este obtuvo a su vez el acceso a la llave principal de la próxima edición de la Copa Libertadores de América.

### Indirecto
- Por medio de la combinación de puntos de este campeonato y el anterior se concedieron un cupo para la fase preliminar de la Copa Libertadores y tres para la Copa Sudamericana, ambas a realizarse en 2010.

- Por último, fueron determinados, sobre la base de sus promedios obtenidos en las últimas tres temporadas, el equipo descendido a Segunda División y el que debe jugar por la promoción de categoría.

## Relevo anual de clubes
| Ascendidos a la Primera División          |
| ----------------------------------------- |
| Rubio Ñu (Campeón de División Intermedia) |

| Descendidos a División Intermedia |
| --------------------------------- |
| Silvio Pettirossi (Peor promedio) |

## Equipos participantes
| Equipo           | Entrenador       | Fundación               | Ciudad               | Estadio                | Capacidad |
| ---------------- | ---------------- | ----------------------- | -------------------- | ---------------------- | --------- |
| 12 de Octubre    | Saturnino Arrúa  | 14 de agosto de 1914    | Itauguá              | Juan Canuto Pettengill | 8.000     |
| 2 de Mayo        | Rubén Ayala      | 6 de diciembre de 1935  | Pedro Juan Caballero | Río Parapití           | 25.000    |
| 3 de Febrero     | Alicio Solalinde | 20 de noviembre de 1970 | Ciudad del Este      | Antonio Oddone Sarubbi | 28.000    |
| Cerro Porteño    | Pedro Troglio    | 1 de octubre de 1912    | Asunción             | General Pablo Rojas    | 32.000    |
| Guaraní          | Félix Darío León | 12 de octubre de 1903   | Asunción             | Rogelio Livieres       | 6.000     |
| Libertad         | Javier Torrente  | 30 de julio de 1905     | Asunción             | Dr. Nicolás Leoz       | 10.000    |
| Nacional         | Ever Almeida     | 5 de junio de 1904      | Asunción             | Arsenio Erico          | 4.000     |
| Olimpia          | José Cardozo     | 25 de julio de 1902     | Asunción             | Manuel Ferreira        | 15.000    |
| Rubio Ñu         | Francisco Arce   | 24 de agosto de 1913    | Asunción             | La Arboleda            | 5.500     |
| Sol de América   | Daniel Sosa      | 22 de marzo de 1909     | Villa Elisa          | Luis Alfonso Giagni    | 5.000     |
| Sportivo Luqueño | Mario Jacquet    | 1 de mayo de 1921       | Luque                | Feliciano Cáceres      | 25.000    |
| Tacuary          | Oscar Paulín     | 10 de diciembre de 1923 | Asunción             | Roberto Bettega        | 7.000     |

El campeonato contó con la participación de doce equipos, en su gran mayoría pertenecientes al departamento Central.
Siete son de la capital del país, Asunción; en tanto que tres provienen de ciudades cercanas a ésta, Itauguá, Luque y Villa Elisa. Finalmente, dos se localizan en importantes capitales departamentales, casualmente limítrofes con Brasil: Ciudad del Este y Pedro Juan Caballero.
Los únicos clubes que nunca abandonaron esta categoría (también conocida como División de Honor) son tres: Olimpia, Guaraní y Cerro Porteño, completando 101, 100 y 95 participaciones, respectivamente.

### Distribución geográfica de los equipos
| Región                      | Cant. | Equipos                                                                |
| --------------------------- | ----- | ---------------------------------------------------------------------- |
| Distrito Capital            | 7     | Cerro Porteño, Guaraní, Libertad, Nacional, Olimpia, Rubio Ñu, Tacuary |
| Departamento Central        | 3     | 12 de Octubre, Sp. Luqueño, Sol de América                             |
| Departamento de Alto Paraná | 1     | 3 de Febrero                                                           |
| Departamento de Amambay     | 1     | 2 de Mayo                                                              |

## Reemplazo de entrenadores
| Equipos          | DT. ste.            | Cese             | DT. ete.         | Designación      |
| ---------------- | ------------------- | ---------------- | ---------------- | ---------------- |
| Sportivo Luqueño | Cristóbal Maldonado | 23 de agosto     | Mario Jacquet    | 24 de agosto     |
| Sol de América   | Carlos Jara Saguier | 29 de agosto     | Daniel Sosa      | 31 de agosto     |
| 12 de Octubre    | Humberto Ovelar     | 16 de septiembre | Daniel Lanata    | 18 de septiembre |
| 2 de Mayo        | Saturnino Arrúa     | 5 de octubre     | Roberto Sánchez  | 7 de octubre     |
| 12 de Octubre    | Daniel Lanata       | 19 de octubre    | Saturnino Arrúa  | 19 de octubre    |
| Guaraní          | Arnaldo Sialle      | 7 de noviembre   | Félix Darío León | 7 de noviembre   |
| Olimpia          | Carlos Kiese        | 20 de noviembre  | José Cardozo     | 20 de noviembre  |
| 2 de Mayo        | Roberto Sánchez     | 8 de diciembre   | Rubén Ayala      | 9 de diciembre   |

## Patrocinio
La empresa de telefonía celular, Tigo, es la encargada de patrocinar este y todos los torneos realizados por la APF. El vínculo contractual se hizo efectivo a partir de 2008 con la celebración del torneo Apertura del mismo año.
Dicha marca, además de brindar apoyo económico a cambio de publicidad, fijó un premio en efectivo de US$ 40.000 dólares para el vencedor del certamen y 10.000 para el subcampeón.

## Clasificación
Fuente
| Pos. | Equipos          | PJ | PG | PE | PP | GF | GC | Dif. | Pts. |
| ---- | ---------------- | -- | -- | -- | -- | -- | -- | ---- | ---- |
| 1.   | Nacional         | 22 | 12 | 5  | 5  | 29 | 16 | 13   | 41   |
| 2.   | Libertad         | 22 | 12 | 4  | 6  | 31 | 20 | 11   | 40   |
| 3.   | Guaraní          | 22 | 11 | 5  | 6  | 30 | 21 | 9    | 38   |
| 4.   | Rubio Ñu         | 22 | 10 | 7  | 5  | 29 | 22 | 7    | 37   |
| 5.   | Olimpia          | 22 | 11 | 2  | 9  | 32 | 22 | 10   | 35   |
| 6.   | Cerro Porteño    | 22 | 9  | 8  | 5  | 28 | 25 | 3    | 35   |
| 7.   | Tacuary          | 22 | 9  | 5  | 8  | 25 | 31 | -6   | 32   |
| 8.   | 3 de Febrero     | 22 | 7  | 5  | 10 | 24 | 35 | -11  | 26   |
| 9.   | Sol de América   | 22 | 7  | 4  | 11 | 25 | 30 | -5   | 25   |
| 10.  | 2 de Mayo        | 22 | 6  | 4  | 12 | 25 | 27 | -2   | 22   |
| 11.  | Sportivo Luqueño | 22 | 5  | 5  | 12 | 19 | 32 | -13  | 20   |
| 12.  | 12 de Octubre    | 22 | 5  | 2  | 15 | 17 | 33 | -16  | 17   |

## Resultados
Fuente
| L\V | 12O | 2MA | 3FE | CER | GUA | LIB | NAC | OLI | RUB | SOL | SLU | TAC |
| --- | --- | --- | --- | --- | --- | --- | --- | --- | --- | --- | --- | --- |
| 12O |     | 1:0 | 1:0 | 1:1 | 2:1 | 0:2 | 2:0 | 1:0 | 1:2 | 1:1 | 0:2 | 2:3 |
| 2MA | 3:0 |     | 1:2 | 1:2 | 0:1 | 1:2 | 2:1 | 0:1 | 0:1 | 3:1 | 1:0 | 5:0 |
| 3FE | 1:0 | 3:3 |     | 0:2 | 2:1 | 2:2 | 0:2 | 1:4 | 2:1 | 2:1 | 0:0 | 1:2 |
| CER | 3:2 | 1:0 | 1:1 |     | 5:4 | 1:0 | 1:1 | 1:0 | 1:1 | 0:1 | 0:2 | 1:1 |
| GUA | 1:0 | 3:1 | 2:0 | 0:0 |     | 1:0 | 1:0 | 3:1 | 1:2 | 0:0 | 2:1 | 2:0 |
| LIB | 3:0 | 1:1 | 1:2 | 2:1 | 1:3 |     | 2:1 | 1:0 | 0:0 | 2:1 | 2:0 | 2:1 |
| NAC | 1:0 | 1:1 | 0:0 | 2:0 | 0:0 | 2:0 |     | 0:0 | 1:0 | 2:1 | 1:0 | 3:4 |
| OLI | 1:0 | 2:0 | 4:1 | 1:2 | 1:2 | 0:2 | 1:2 |     | 2:2 | 2:0 | 2:1 | 2:1 |
| RUB | 2:1 | 2:0 | 2:1 | 1:1 | 0:0 | 1:1 | 1:3 | 1:0 |     | 1:2 | 2:1 | 2:0 |
| SOL | 2:1 | 0:1 | 0:1 | 1:1 | 3:1 | 1:3 | 0:3 | 0:2 | 3:2 |     | 2:0 | 1:2 |
| SLU | 3:1 | 2:1 | 1:0 | 1:2 | 1:1 | 0:2 | 0:1 | 1:5 | 1:1 | 0:4 |     | 1:1 |
| TAC | 1:0 | 1:1 | 3:1 | 2:1 | 1:0 | 1:0 | 0:2 | 0:1 | 0:2 | 0:0 | 1:1 |     |

## Campeón
|                    |
| Nacional 7º título |

## Máximos goleadores
Fuente
| País                 | Jugador                     | Equipo         | Goles |
| -------------------- | --------------------------- | -------------- | ----- |
| Bandera de Paraguay  | César "Caña" Cáceres Cañete | Guaraní        | 11    |
| Bandera de Paraguay  | Manuel Maciel               | Libertad       | 10    |
| Bandera de Paraguay  | Pablo Velázquez             | Rubio Ñu       | 10    |
| Bandera de Paraguay  | Javier "Metalero" González  | Libertad       | 9     |
| Bandera de Paraguay  | Cristian Ovelar             | Sol de América | 9     |
| Bandera de Argentina | Roberto "Flaco" Nanni       | Cerro Porteño  | 7     |
| Bandera de Paraguay  | Víctor "Manolo" Gómez       | Rubio Ñu       | 6     |
| Bandera de Paraguay  | Marcos Melgarejo            | Nacional       | 6     |
| Bandera de Paraguay  | José Ariel Núñez            | Tacuary        | 6     |

## Público asistente
La tabla siguiente muestra la cantidad de pagantes que acumuló cada equipo en sus respectivos partidos. Se asigna en su totalidad el mismo número de espectadores a ambos protagonistas de un juego. No se computa la entrada de los socios del club.
| Pos. | Equipos          | PJ | As.     |
| ---- | ---------------- | -- | ------- |
| 1.   | Olimpia          | 22 | 152.381 |
| 2.   | Cerro Porteño    | 22 | 77.089  |
| 3.   | Libertad         | 22 | 44.603  |
| 4.   | Rubio Ñu         | 22 | 33.246  |
| 5.   | Nacional         | 22 | 31.834  |
| 6.   | Sportivo Luqueño | 22 | 29.549  |
| 7.   | 3 de Febrero     | 22 | 27.862  |
| 8.   | Guaraní          | 22 | 25.875  |
| 9.   | 12 de Octubre    | 22 | 23.742  |
| 10.  | Sol de América   | 22 | 22.452  |
| 11.  | Tacuary          | 22 | 20.254  |
| 12.  | 2 de Mayo        | 22 | 18.339  |

## Clasificación para copas internacionales

### Puntaje acumulado
El puntaje acumulado de un equipo es la suma del obtenido en los torneos Apertura y Clausura de 2009. Este determinó al cierre de temporada la clasificación de los representantes de la APF en los torneos de Conmebol del año siguiente.
- Para la Copa Libertadores 2010 clasificaron 3: los campeones del Apertura y Clausura, ordenados según sus posiciones finales en la tabla adjunta[33] y el mejor colocado, sin contar a los mencionados anteriormente.[34] Si el mismo club repetía el título hubiese obtenido automáticamente el primer cupo, otorgando los restantes a los finalizados en segundo y tercer lugar.[35]

- Para la Copa Sudamericana 2010 clasificaron 3: el ganador del Apertura o Clausura con la mayor cantidad de puntos acumulados, y los mejores posicionados, excluyendo a los clasificados 2 y 3 de la Libertadores.[36]

Se tomó en cuenta la diferencia de goles en caso de paridad de puntos. El campeón de cada certamen aseguró su participación en la Libertadores como Paraguay 1 o 2, sin depender de la posición que ocupó en esta tabla.
| Copa | Pos. | Equipos          | PJ | PG | PE | PP | GF | GC | Dif. | Pts. |
| ---- | ---- | ---------------- | -- | -- | -- | -- | -- | -- | ---- | ---- |
|      | 1.   | Libertad         | 44 | 24 | 10 | 10 | 77 | 39 | 38   | 82   |
|      | 2.   | Cerro Porteño    | 44 | 23 | 12 | 9  | 52 | 36 | 16   | 81   |
|      | 3.   | Nacional         | 44 | 21 | 14 | 9  | 66 | 39 | 27   | 77   |
|      | 4.   | Olimpia          | 44 | 20 | 10 | 14 | 63 | 50 | 13   | 70   |
|      | 5.   | Guaraní          | 44 | 18 | 13 | 13 | 51 | 38 | 13   | 67   |
|      | 6.   | Tacuary          | 44 | 18 | 10 | 16 | 52 | 60 | -8   | 64   |
|      | 7.   | Rubio Ñu         | 44 | 19 | 8  | 17 | 59 | 56 | 3    | 63   |
|      | 8.   | Sportivo Luqueño | 44 | 13 | 12 | 19 | 45 | 56 | -11  | 51   |
|      | 9.   | Sol de América   | 44 | 13 | 11 | 20 | 46 | 60 | -14  | 50   |
|      | 10.  | 3 de Febrero     | 44 | 12 | 7  | 25 | 45 | 82 | -37  | 43   |
|      | 11.  | 12 de Octubre    | 44 | 11 | 8  | 25 | 36 | 63 | -27  | 41   |
|      | 12.  | 2 de Mayo        | 44 | 10 | 10 | 24 | 48 | 61 | -13  | 40   |

|                   |                                                                |
|                   | Clasificado a Copa Libertadores 2010 y Copa Sudamericana 2010. |
|                   | Clasificado a Copa Libertadores 2010.                          |
| Copa Sudamericana | Clasificado a Copa Sudamericana 2010.                          |

## Descenso y promoción de categoría

### Puntaje promedio
El promedio de puntos de un equipo es el cociente que se obtiene de la división de su puntaje acumulado en las últimas tres temporadas (seis torneos) por la cantidad de partidos que haya disputado durante dicho período. Este determinó, al cierre del torneo Clausura, el descenso a la Segunda División del equipo que finalizó en el último lugar del escalafón; como también al penúltimo que deberá enfrentar, por la promoción, al subcampeón del torneo Intermedia, perteneciente a la citada categoría inmediata inferior, para dirimir la división en la cual militará cada uno durante la temporada siguiente.
| Pos. | Equipos          | 2007 | 2008 | 2009 | Total | PJ  | Promedio |
| ---- | ---------------- | ---- | ---- | ---- | ----- | --- | -------- |
| 1.   | Libertad         | 95   | 101  | 82   | 278   | 132 | 2,106    |
| 2.   | Cerro Porteño    | 92   | 75   | 81   | 248   | 132 | 1,878    |
| 3.   | Nacional         | 60   | 77   | 77   | 214   | 132 | 1,621    |
| 4.   | Olimpia          | 76   | 54   | 70   | 200   | 132 | 1,515    |
| 5.   | Rubio Ñu         | -    | -    | 63   | 63    | 44  | 1,431    |
| 6.   | Guaraní          | 41   | 79   | 67   | 187   | 132 | 1,416    |
| 7.   | Sol de América   | 57   | 63   | 50   | 170   | 132 | 1,287    |
| 8.   | Tacuary          | 51   | 54   | 64   | 169   | 132 | 1,280    |
| 9.   | Sportivo Luqueño | 66   | 49   | 51   | 166   | 132 | 1,257    |
| 10.  | 3 de Febrero     | 49   | 51   | 43   | 143   | 132 | 1,083    |
| 11.  | 12 de Octubre    | 49   | 48   | 41   | 138   | 132 | 1,053    |
| 12.  | 2 de Mayo        | 34   | 53   | 40   | 127   | 132 | 0,962    |

|  |                                |
|  | Disputó promoción.             |
|  | Descendido a Segunda División. |

### Promoción
Obtiene su permanencia o ascenso a la división principal el equipo que suma más puntos al término de los dos partidos. Si ambos acumulan idéntica cantidad se define al ganador por diferencia de goles. De persistir la igualdad se recurre como última instancia a tiros desde el punto penal.
| 16 de diciembre, 18:30 Hs. | 12 de Octubre (I) | 1:1     | Sport Colombia       | Estadio Juan Canuto Pettengill, Itauguá                   |                                                           |
|                            | Ricardo Ortiz 27' | Reporte | Alejandro Bernal 52' | Asistencia: 1377 espectadores Árbitro(s): Carlos Amarilla | Asistencia: 1377 espectadores Árbitro(s): Carlos Amarilla |

| 20 de diciembre, 17:00 Hs. | Sport Colombia                                                         | 2:2 (3:0 p.)               | 12 de Octubre (I)                                 | Estadio Alfonso Colmán, Fernando de la Mora             |                                                         |
|                            | Elio Mora 1' · José Leguizamón 89'                                     | Reporte                    | David Villalba 60' · Cristian Fatecha 62'         | Asistencia: 4026 espectadores Árbitro(s): Carlos Torres | Asistencia: 4026 espectadores Árbitro(s): Carlos Torres |
|                            |                                                                        | Tiros desde el punto penal |                                                   |                                                         |                                                         |
|                            | Júnior Nardelli · Wilson Quiñónez · Alejandro Bernal · Cristian Ávalos |                            | David Villalba · Ricardo Ortiz · Cristian Fatecha |                                                         |                                                         |

- Logró su derecho a competir en la Primera División durante la temporada siguiente el Club Sport Colombia, al ganar la serie en definición por penales.